# Spedizione britannica all'Everest del 1922

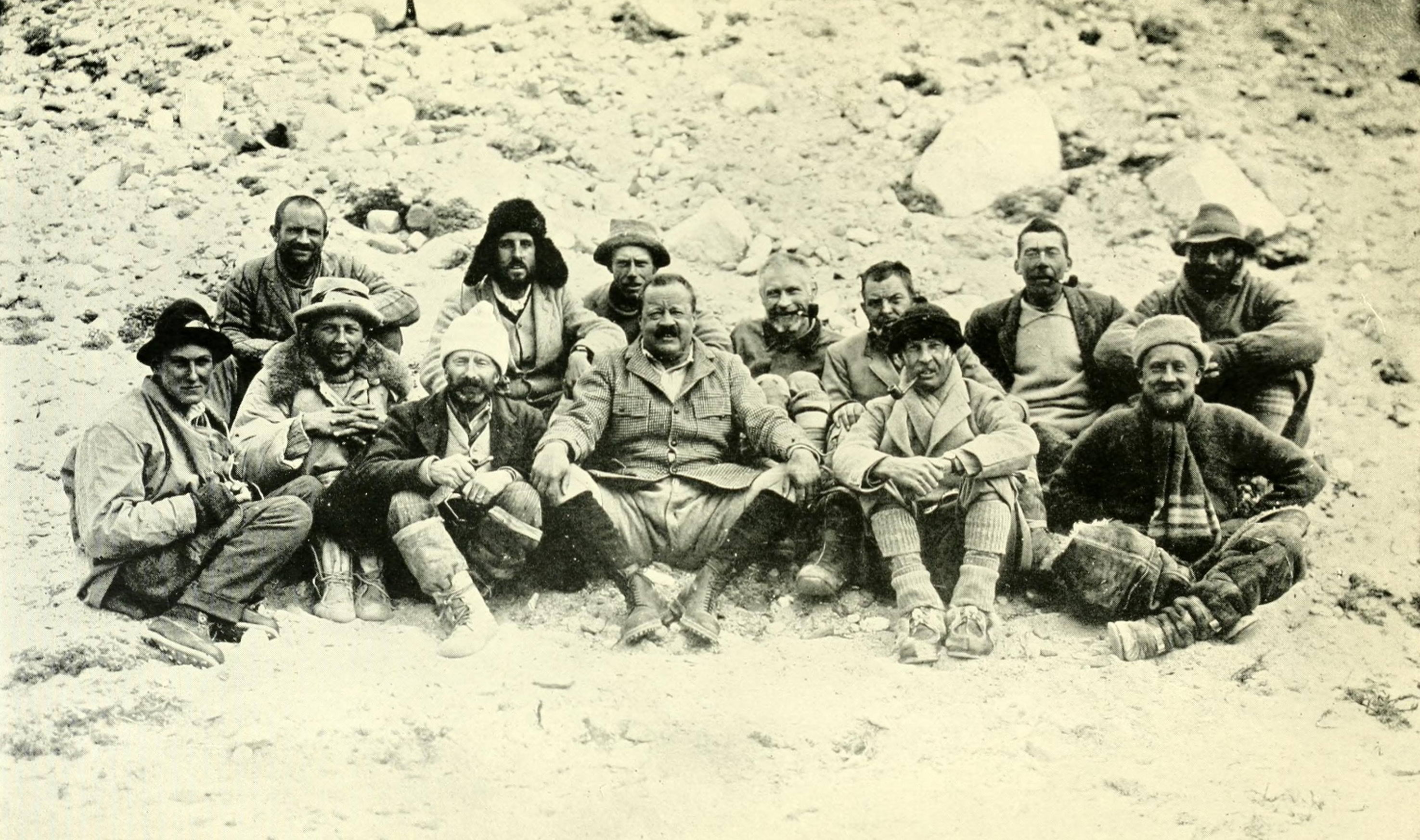
La spedizione del 1922 al campo base. Seconda fila, da sinistra a destra: Morshead, G. Bruce, Noel, Wakefield, Somervell, Morris, Norton. Prima fila: Mallory, Finch, Longstaff, C.G.Bruce, Strutt, Crawford

La spedizione britannica all'Everest del 1922 fu la prima spedizione alpinistica sul Monte Everest organizzata con il dichiarato obiettivo di raggiungere la vetta. È stata anche la prima ad aver tentato la scalata facendo uso di ossigeno. La spedizione avrebbe tentato la prima ascensione attraverso la parete nord in Tibet. All'epoca l'Everest non poteva infatti essere scalato dalla parete sud-ovest in Nepal, in quanto il paese era chiuso agli occidentali.
La spedizione britannica all'Everest del 1921 aveva esplorato la zona ad est e a nord della montagna. 
Nella ricerca della via più semplice, George Mallory, che sarebbe stato membro anche della spedizione del 1924 nonché l'unico ad aver fatto tutte e tre le spedizioni britanniche (nel 1921, 1922 e 1924), aveva scoperto una via che riteneva avrebbe permesso un attacco alla vetta.
Dopo due tentativi senza successo, la spedizione terminò al terzo tentativo, quando sette portatori sherpa morirono in una valanga. La spedizione fallì quindi la salita alla vetta e fu il primo caso in cui si registrarono vittime in una scalata alla vetta dell'Everest. Tuttavia, venne stabilito il nuovo record di altezza massima mai raggiunta, 8,326 metri (27,320 piedi), un record che sarebbe stato battuto nella seguente spedizione del 1924.

## Preparativi

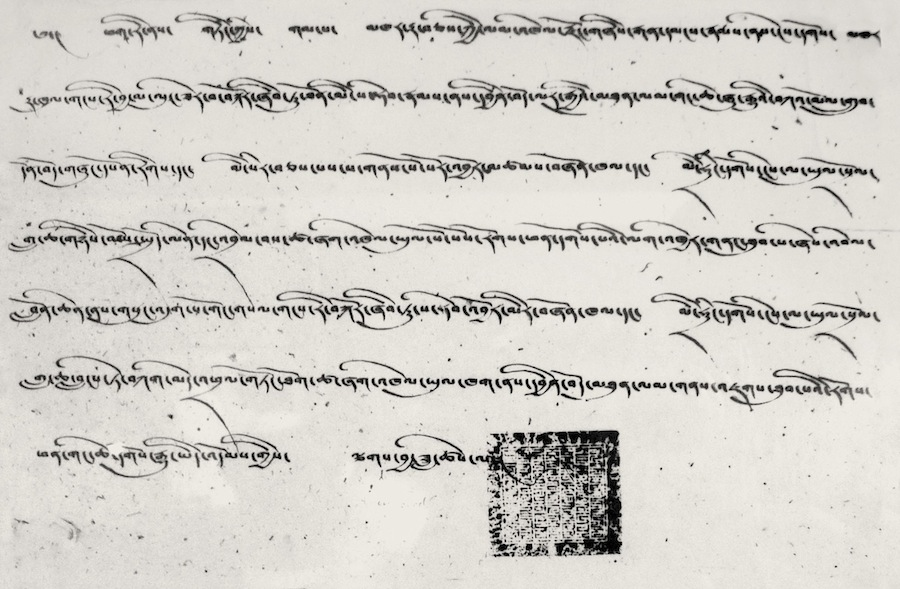
Passaporto utilizzato per la prima spedizione sull'Everest, 1921. Museo dell'Himalayan Mountaineering Institute, Darjeeling

Il tentativo di scalata era – sebbene ci fossero altre motivazioni – un'espressione del pensiero pionieristico comune nell'impero britannico. Dal momento che i britannici non riuscirono a completare per primi la spedizione al Polo Nord e Polo Sud, spostarono la loro attenzione sul cosiddetto "terzo polo" – per "conquistare" il Monte Everest.
Cecil Rawling aveva pianificato tre spedizioni nel 1915 e nel 1916 ma non furono mai compiute a causa dello scoppio della prima guerra mondiale e della sua morte nel 1917. Le spedizioni degli anni venti vennero organizzate e gestite dalla Royal Geographical Society britannica e dall'Alpine Club insieme al comitato del Monte Everest.
Le attività di ricognizione del 1921 permisero la creazione di mappe che furono un pre-requisito per la spedizione del 1922. John Noel ebbe il ruolo di fotografo ufficiale della spedizione. Portò con sé tre cineprese, due camere panoramiche, una fotocamera stereoscopica e cinque cosiddette "pocket Kodak". Queste ultime erano camere leggere che potevano essere portate a grandi altezze. Furono portate per documentare un possibile arrivo in vetta. Portò inoltre una 'tenda nera' per lo sviluppo delle foto. Grazie al lavoro di Noel, molte foto e un film documentarono la spedizione.
Durante la spedizione del 1921 ci si accorse che il periodo migliore per raggiungere la vetta era quello di aprile/maggio, prima della stagione dei monsoni. La spedizione del 1922 e quella del 1924 furono programmate sulla base di questa conoscenza.

## Bombole d'ossigeno come aiuto nella scalata
La spedizione del 1922 può essere vista come inizio del problema dei "mezzi leciti" da usare nella scalata e delle controversie sull'utilizzo delle bombole d'ossigeno nella "zona della morte". Alexander Mitchell Kellas fu il primo scienziato a far notare la possibilità di uso dell'ossigeno a grandi altezze. All'epoca l'attrezzatura disponibile (derivante dai sistemi di salvataggio nelle miniere) era a suo avviso troppo pesante per essere usata a grande altezza. Kellas fu parte della prima spedizione di ricognizione nel 1921 ma morì per la strada per il Monte Everest. La spedizione aveva portato con loro dell'attrezzatura, ma non fu mai usata. In pochi prestarono attenzione alle sue idee innovative.
Più attenzione fu posta agli esperimenti del professor Georges Dreyer sui recipienti in pressione, che aveva studiato i problemi che la Royal Air Force aveva avuto durante la prima guerra mondiale. Secondo gli esperimenti che fece con il chimico George Finch, la sopravvivenza a grandi altitudini poteva essere possibile solo con l'utilizzo di ossigeno supplementare.
Come conseguenza di questo lavoro scientifico, la spedizione del 1922 decise di usare l'ossigeno. Una bombola conteneva circa 240 litri di ossigeno. Quattro bombole erano legate a un mezzo di trasporto che doveva essere trascinato da ogni alpinista. Con l'aggiunta di altro materiale il peso totale era di circa 14,5 kg, quindi ogni alpinista trasportava materiale molto pesante in più. Vennero portati dieci di questi sistemi. Inoltre una maschera veniva posta sulla bocca e sul naso, con un tubo in bocca per respirare. Dreyer aveva inoltre proposto un flusso regolato dell'ossigeno: a 7000 metri aveva proposto l'uso di 2 litri di ossigeno al minuto, durante il tentativo di scalata finale, 2,4 litri. Il risultato fu che ogni bombola aveva una durata di 2 ore. Tutto l'ossigeno avrebbe avuto un utilizzo totale di circa 8 ore di scalata.  Al giorno d'oggi, bombole di 3-4 litri contengono ossigeno alla pressione di 240 bar. Con 2 litri di ossigeno al minuto, la durata può arrivare a 6 ore.
George Finch era responsabile per questa attrezzatura durante la spedizione anche grazie ai suoi studi in chimica e alla conoscenza di queste tecniche, fece sottoporre gli altri alpinisti a degli allenamenti per abituarsi all'uso dell'attrezzatura. Gli apparati dell'ossigeno erano spesso difettosi, poco robusti e molto pesanti. Molti alpinisti non erano soddisfatti e iniziarono a decidere di scalare senza bombole. I portatori nepalesi e tibetani iniziarono a soprannominare le bombole 'l'aria inglese'.

## Partecipanti alla spedizione
I partecipanti alla spedizione non furono scelti solo in base alle qualità alpinistiche: il background familiare e le esperienze militari furono ampiamente valutati.
| Nome                                        | Ruolo                                       | Professione                                       |
| ------------------------------------------- | ------------------------------------------- | ------------------------------------------------- |
| Charles G. Bruce                            | Comandante della spedizione                 | Soldato (Ufficiale, grado: brigadiere)            |
| Edward Lisle Strutt                         | Vice comandante della spedizione, alpinista | Soldato (Ufficiale, grado: tenente colonnello)    |
| George Mallory                              | Alpinista                                   | Insegnante                                        |
| George Finch                                | Alpinista                                   | Chimico all'Imperial College London)              |
| Edward Norton                               | Alpinista                                   | Soldato (Ufficiale, grado: Maggiore)              |
| Henry Moshead                               | Alpinista                                   | Soldato (Ufficiale, grado: Maggiore)              |
| Howard Somervell                            | Alpinista                                   | Medico                                            |
| Dott. Arthur Wakefield                      | Alpinista                                   | Medico                                            |
| John Noel                                   | Fotografo e regista                         | Soldato (Ufficiale, grado: Capitano)              |
| Dott. T.G. Longstaff                        | Medico della spedizione                     | Medico                                            |
| Geoffrey Bruce (cugino di Charles G. Bruce) | Traduttore, compiti organizzativi           | Soldato (Ufficiale, grado: Capitano)              |
| John Morris                                 | Traduttore, compiti organizzativi           | Soldato (Ufficiale, grado: Capitano)              |
| Colin G. Crawford                           | Traduttore, compiti organizzativi           | Ufficiale del governo coloniale civile britannico |

Gli alpinisti erano accompagnati da un folto numero di portatori tibetani e nepalesi così che la spedizione contò alla fine circa 160 uomini.

## Avvicinamento al Monte Everest

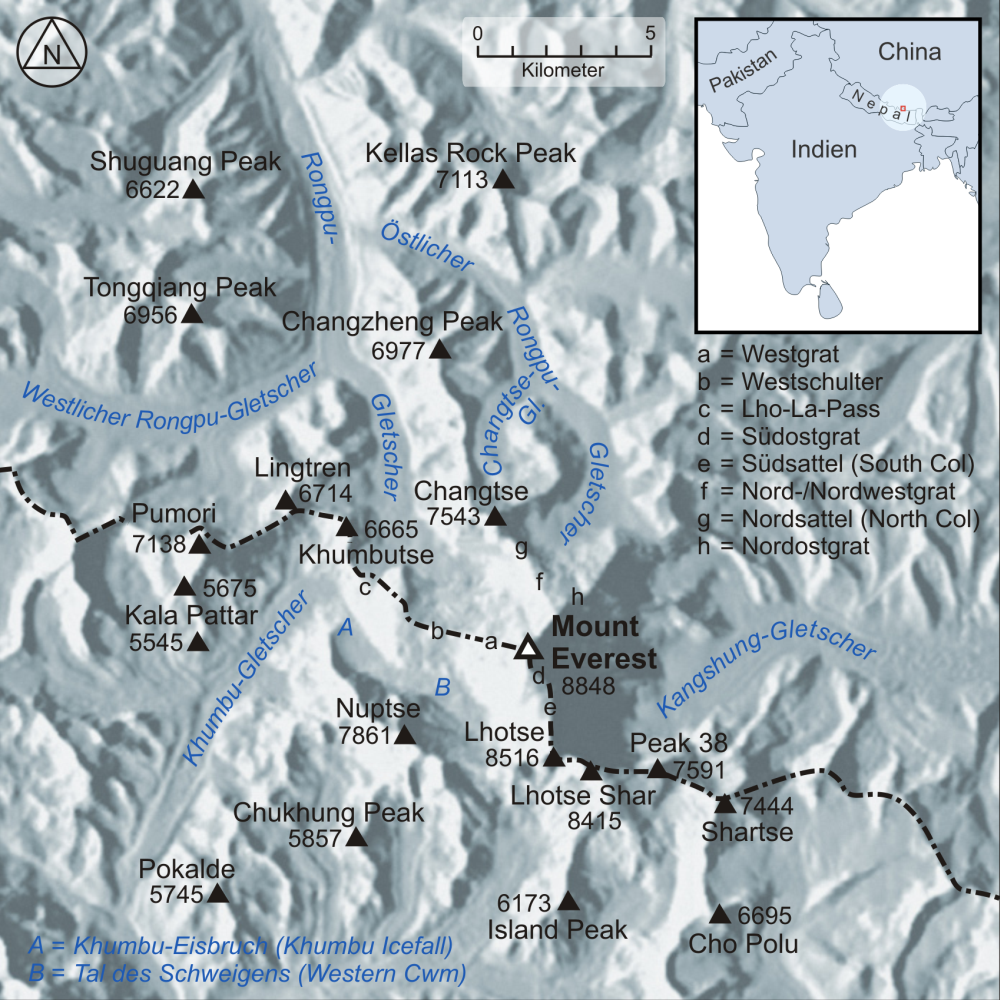
Mappa della regione del Monte Everest

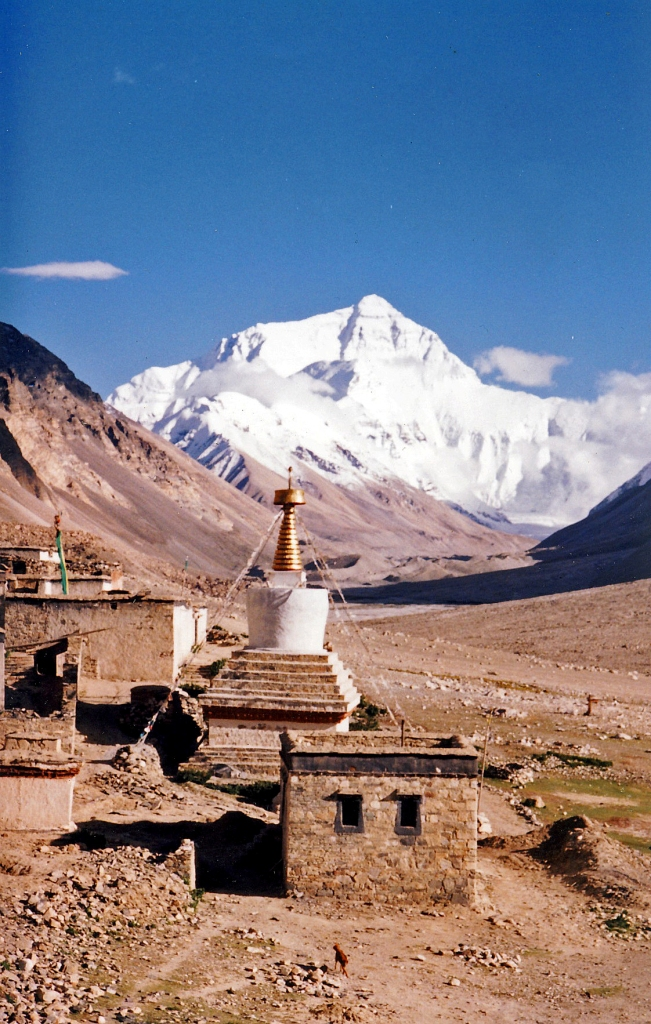
Monastero di Rongbuk, il Monte Everest è sullo sfondo

La strada per il campo base fu la stessa seguita nel 1921. Partendo dall'India, la spedizione si riunì a Darjeeling alla fine di marzo 1922. Alcuni partecipanti erano arrivati un mese prima per organizzare la scelta dei portatori.  Il viaggio iniziò il 26 marzo per molti partecipanti. Crawford e Finch rimasero un paio di giorni in più per organizzare il trasporto delle bombole d'ossigeno. Le bombole arrivarono troppo tardi a Calcutta quando il viaggio era già iniziato a Darjeeling. Il trasporto delle bombole avvenne senza incidenti.
Per il viaggio attraverso il Tibet la spedizione aveva un permesso di viaggio del Dalai Lama. Da Darjeeling il viaggio arrivò a Kalimpong dove visitarono il Dr. Graham's Homes, un college. Qui furono accolti dal fondatore John Anderson Graham e dal preside e scrittore Aeneas Francon Williams. Nel college si riposarono due giorni prima di ripartire per Phari Dzong e anche per il paese di Kampa Dzong che raggiunsero l'11 aprile.  Qui il gruppo si riposò per 3 giorni in modo che Finch e Crawford potessero raggiungere gli altri con le bombole d'ossigeno. Si diressero quindi per Shelkar Dzong, poi a nord verso il monastero di Rongbuk e al punto in cui stabilirono il campo base. Per favorire l'acclimatazione i partecipanti alternarono il metodo di viaggio tra la camminata e il montare a cavallo. Il 1 maggio, raggiunsero il punto più basso del ghiacciaio di Rongbuk, luogo del campo base.

## Percorso di scalata pianificato
Per le spedizioni britanniche prima della seconda guerra mondiale, l'Everest era scalabile unicamente dal lato nord del Tibet dal momento che all'epoca il lato sud nepalese era chiuso agli occidentali. Mallory aveva scoperto una percorso "fattibile" nel 1921 dal Lhakpa La al lato nord della montagna e più avanti per la vetta. Questo percorso iniziava dal Ghiacciaio Rongbuk, proseguiva per la vallata accidentata a est del ghiacciaio e poi per la parete ghiacciata del North Col. Da lì l'esposta cresta della parete nord avrebbe permesso una salita per la vetta. Un difficile ostacolo durante la scalata, all'epoca sconosciuto era il cosiddetto 'secondo gradino' (second step), a circa 8605 metri, una delle tre interruzioni di pendenza della parete nord. Il second step era alto circa 30 metri con una pendenza di 70 gradi, con un muro finale alto circa 7 metri. Da lì il percorso della parete portava alla vetta, con pendenze lunghe ma meno marcate. (La prima ascensione ufficiale della parete nord fu fatta dai cinesi nel 1960.) In alternativa, gli inglesi avevano pensato alla salita lungo i fianchi del colle nord per salire attraverso una gola ripida che in seguito sarebbe stata chiamata 'Norton Couloir' fino al terzo gradino per raggiungere la vetta (questo percorso fu scelto da Reinhold Messner nella prima ascensione in solitaria).

## Tentativi di raggiungere la vetta

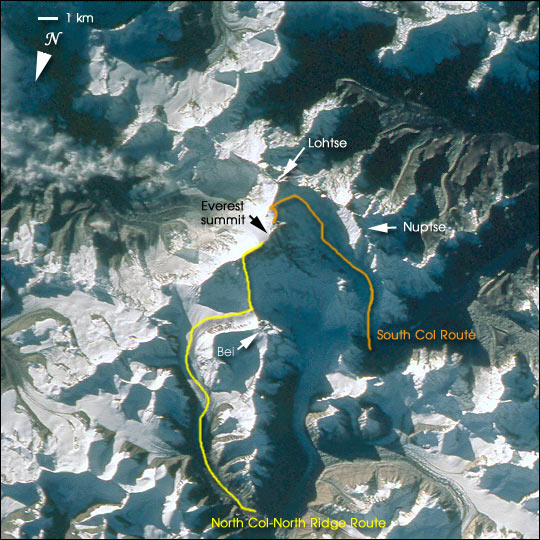
Le due vie principali per il Monte Everest. La spedizione del 1922 tentò di raggiungere la vetta attraverso la parete nord (in giallo)

Il campo base nella valle del Rongbuk così come il lato orientale del ghiacciaio erano conosciuti grazie alla spedizione di ricognizione del 1921 ma nessuno si era ancora recato lungo il lato orientale della valle. Quindi il 5 maggio Strutt, Longstaff, Morshead e Norton fecero una prima ricognizione della valle. Il campo base avanzato (ABC) fu stabilito nella parte finale superiore del ghiacciaio, lungo le pendenze ghiacciate della parete nord, a circa 6400 metri d'altezza. Tra il campo base principale e il campo base avanzato furono stabiliti due campi base intermedi: il campo I a 5400 metri e il campo II a 6000 metri. Longstaff divenne così esausto nel gestire la spedizione che si ammalò e non fu in grado di intraprendere alcuna attività alpinistica.
Il 10 maggio Mallory e Somervell lasciarono il campo base per raggiungere il Campo IV sulla cresta nord. Arrivarono al campo II solo 2 ore e mezza dopo. L'11 maggio iniziarono a scalare il colle nord. Questo campo era a 700 metri d'altezza e c'erano rifornimenti di cibo. Il piano successivo consisteva nel tentare la scalata alla vetta da parte di Mallory e Somervell senza ossigeno supplementare, seguiti da una seconda scalata effettuata da Finch e Norton con l'ossigeno. Tuttavia, questi tentativi fallirono in quanto gli alpinisti si ammalarono. Fu deciso quindi che coloro che avevano ancora una discreta condizione, Mallory, Somervell, Norton e Morshead avrebbero dovuto effettuare insieme la scalata.

### Primo tentativo: senza ossigeno
Il primo tentativo fu fatto da Mallory, Somervell, Norton e Morshead senza ossigeno, supportato da nove portatori. Partirono il 19 maggio dal campo III. Iniziarono alle 8.45 dal colle nord. La giornata era bella e c'era sole, raccontò Mallory. All'incirca alle 13 piantarono le tende. Il giorno seguente decisero di portare nella scalata equipaggiamento minimo: due delle tende più piccole, due sacchi a pelo doppi, cibo per 36 ore, fornello a gas e due bottiglie termiche per le bevande. I portatori erano tre per tenda e fino ad allora in buona salute.
Il giorno seguente, 20 maggio, Mallory era sveglio all'incirca alle 5,30, spingendo il gruppo ad iniziare la scalata. I portatori avevano dormito male la notte precedente, dal momento che le tende facevano circolare poca aria e quindi poco ossigeno. Solo cinque portatori volevano continuare la scalata. Dal momento che ci furono ulteriori problemi nella preparazione del cibo iniziarono la scalata alle 7 di mattina. Tuttavia, il tempo peggiorò e le temperature si abbassarono velocemente. Sopra il colle nord, scalarono in zone ignote. Nessuno scalatore aveva mai raggiunto tali altezze in precedenza. I portatori non avevano abbigliamento caldo e tremavano eccessivamente. Dal momento che lo sforzo di camminare sulla superficie ghiacciata era grande a causa del terreno molto duro, abbandonarono il piano di gettare le tende a 8200 metri. Arrivarono a 7600 metri (comune anche al giorno d'oggi) e stabilirono un piccolo campo chiamato campo V. Somervell e Morshead misero le tende abbastanza dritte ma Mallory e Norton dovettero usare una scomoda pendenza a circa 50 metri di distanza. I portatori furono fatti scendere. Quel pomeriggio gli scalatori iniziarono a vedere le prime lesioni da freddo estremo.
Il 21 maggio i quattro alpinisti lasciarono i sacchi a pelo all'incirca alle 6 e mezza del mattino ed erano pronti a partire per le 8. Durante i preparativi uno zaino con il cibo cadde giù dalla montagna. Morshead, che stava resistendo al freddo, riuscì a recuperarlo ma era così esausto che non fu in grado di proseguire oltre. La scalata di Mallory, Somervell e Norton proseguì lungo la cresta nord per arrivarne in cima. Una leggera nevicata iniziò a scendere sulla montagna. Secondo Mallory i depositi di neve non erano difficili da superare. Poco dopo le 14, gli alpinisti decisero di scendere. Erano a circa 150 metri dalla cresta. Erano arrivati a 8225 metri d'altezza, un record mondiale nel 1922. Verso le 16 tornarono da Morshead nell'ultimo campo e scesero con lui. Ci fu quasi un incidente in quanto tutti gli alpinisti eccetto Mallory scivolarono. Tuttavia, Mallory fu in grado di reggerli tutti con le corde e la piccozza. Tornarono al campo V al buio attraversando una zona pericolosa di crepacci sopra il campo. Il 22 maggio 1922, avendo raggiunto l'altezza massima mai ottenuta da degli scalatori— 8200 metri— iniziarono a scendere dal colle nord alle 18.

### Secondo tentativo: con l'ossigeno
| Linea verde     | via normale, principalmente quella tentata nel 1922, campi a circa 7700 and 8300 m, oddi quello a 8300 è più a ovest (marcato con 2 triangoli) |
| Linea rossa     | 'Great Couloir' e 'Norton Couloir' |
| linea blu scuro | Hornbein Couloir |
| ?               | secondo gradino a 8605m, ca. 30m, classe 5–9                                                                                                   |
| a)              | il punto a ca. 8325m dove George Finch arrivò con le bombole d'ossigeno                                                                        |

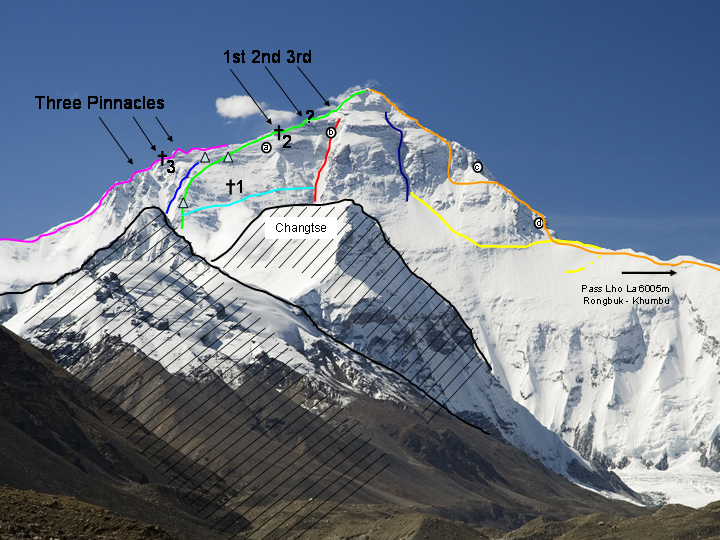
Parete nord dell'Everest e via britannica del 1922 (in verde) con indicati i campi V e VI (triangoli) e il record di altezza raggiunto (a) da Finch facendo uso di ossigeno.

La seconda scalata fu fatta da George Ingle Finch, Geoffrey Bruce e il poliziotto Gurkha Tejbir con il supporto dell'ossigeno. Dopo che Finch tornò in salute, rendendosi conto che non c'erano più alpinisti disponibili anche se di livello inferiore, cercò qualcuno che fosse in grado di scalare. Bruce e Tejbir sembravano essere i più qualificati. Nei giorni prima le bombole erano state trasportate al campo III, quindi c'erano abbastanza bombole per le salite successive. I tre alpinisti arrivarono al campo III il 20 maggio, controllarono le bombole vedendo che erano in buono stato.
Il 24 maggio scalarono il colle nord con Noel. Lì Finch, Bruce e Tejbir iniziarono alle 8 di mattina a scalare la cresta nord verso la cresta nordovest. Il vento estremo fu un ostacolo per tutta la scalata. 12 portatori trasportarono le bombole e il resto dell'equipaggiamento. Nel fare questo si resero conto che le bombole d'ossigeno erano di grande aiuto. I tre alpinisti riuscivano a scalare molto più velocemente dei portatori nonostante il loro carico più pesante. Mentre il vento cresceva, stabilirono il campo base a 7460 metri. Il giorno seguente, il 26 maggio, le condizioni meteo peggiorarono e non poterono proseguire oltre.
Scalarono di nuovo il 27 maggio. A questo punto il cibo era quasi terminato, in quanto una scalata così duratura non era stata immaginata. Ciò nonostante partirono alle 6,30 con ottimo meteo, ma la scalata fu ostacolata dal vento sempre più forte. Tejbir che non aveva abbigliamento per difendersi dal freddo crollò a 7925 metri. Finch e Bruce lo mandarono indietro al campo e scalarono insieme di nuovo la cresta nordest ma non erano legati insieme. A 7950 metri Finch cambiò il percorso perché il vento era molto forte ed entrarono nella gola in seguito ribattezzata "Norton Couloir". Fecero progressi in orizzontale ma non riuscirono a salire oltre. A 8326 metri Bruce ebbe problemi con l'apparecchiatura dell'ossigeno. Finch stabilì che Bruce aveva finito l'ossigeno e tornò indietro. Durante questa scalata il nuovo record id massima altezza raggiunta fu nuovamente battuta. Alle 16, gli scalatori tornarono al campo sul colle nord, e un'ora e mezza dopo erano di nuovo al campo III nella parte più alta del ghiacciaio Rongbuk.

### Terzo tentativo: una valanga fa sette vittime
Secondo l'opinione medica di Longstaff, non avrebbero dovuto fare un terzo tentativo, dal momento che tutti gli alpinisti erano esausti o malati. Tuttavia, Somervell e Wakefield non vedevano grandi rischi, e fu fatto un terzo tentativo.
Il 3 giugno Mallory, Somervell, Finch, Wakefield e Crawford partirono con 14 portatori al campo base. Finch dovette ritirarsi al campo I. gli altri arrivarono al campo III il 5 giugno e spesero un giorno lì. Mallory era stato impressionato dalla forza di Finch, che al secondo tentativo aveva scalato molto più in alto ed era stato anche in direzione orizzontale più vicino alla vetta. Anche Mallory ora voleva usare l'ossigeno.
Il 7 giugno Mallory, Somervell e Crawford condussero i portatori attraverso le pendenze ghiacciate del colle nord. I 17 uomini erano divisi in 4 gruppi, ognuno legato insieme. Gli alpinisti europei erano nel primo gruppo e compattarono la neve. A metà percorso un pezzo di neve divenne instabile. Mallory, Somervell e Crawford furono parzialmenti coperti dalla neve ma riuscirono a liberarsi. Il gruppo dietro di loro fu colpito da una valanga di 30 metri di neve pesante, e gli altri 9 portatori dei due gruppi dietro caddero in un crepaccio venendo ricoperti da enormi masse di neve. Due portatori furono liberati, sei furono uccisi, e un altro non fu mai ritrovato. Questo incidente segnò la fine della scalata e della spedizione. 
Mallory aveva compiuto un errore andando dritto sulle pareti ghiacciate del ghiacciaio anziché tentare pendenze meno ripide non direttamente. Come risultato, gli alpinisti generarono una valanga.
Il 2 agosto tutti i membri della spedizione europea erano tornati a Darjeeling.

## Dopo la spedizione
Dopo essere tornati in Inghilterra Mallory e Finch girarono il paese presentando la spedizione appena conclusa. Il tour aveva due obiettivi. Il primo, la gente interessata avrebbe richiesto informazioni sulla spedizione e sui risultati ottenuti. Il secondo, con i risultati finanziari degli incontri, avrebbe potuto essere finanziata un'altra spedizione. Mallory fece inoltre un tour di tre mesi negli Stati Uniti. Durante il suo viaggio a Mallory fu chiesto perché voleva scalare l'Everest. La sua risposta: "Perché è lì" divenne un classico. La spedizione del 1923 fu posticipata per ragioni finanziarie e organizzative. Non c'era sufficiente tempo per preparare una spedizione l'anno successivo.
Fu reso pubblico inoltre il film della spedizione girato da John Neol. Climbing Mount Everest fu mostrato dieci settimane al Philharmonic Hall di Liverpool.
I membri della spedizione europea ricevettero la medaglia olimpica in alpinismo ai giochi olimpici del 1924. A ognuno dei 13 partecipanti Pierre de Coubertin diede una medaglia d'argento con rivestimento d'oro.